# Nieuwer Ter Aa

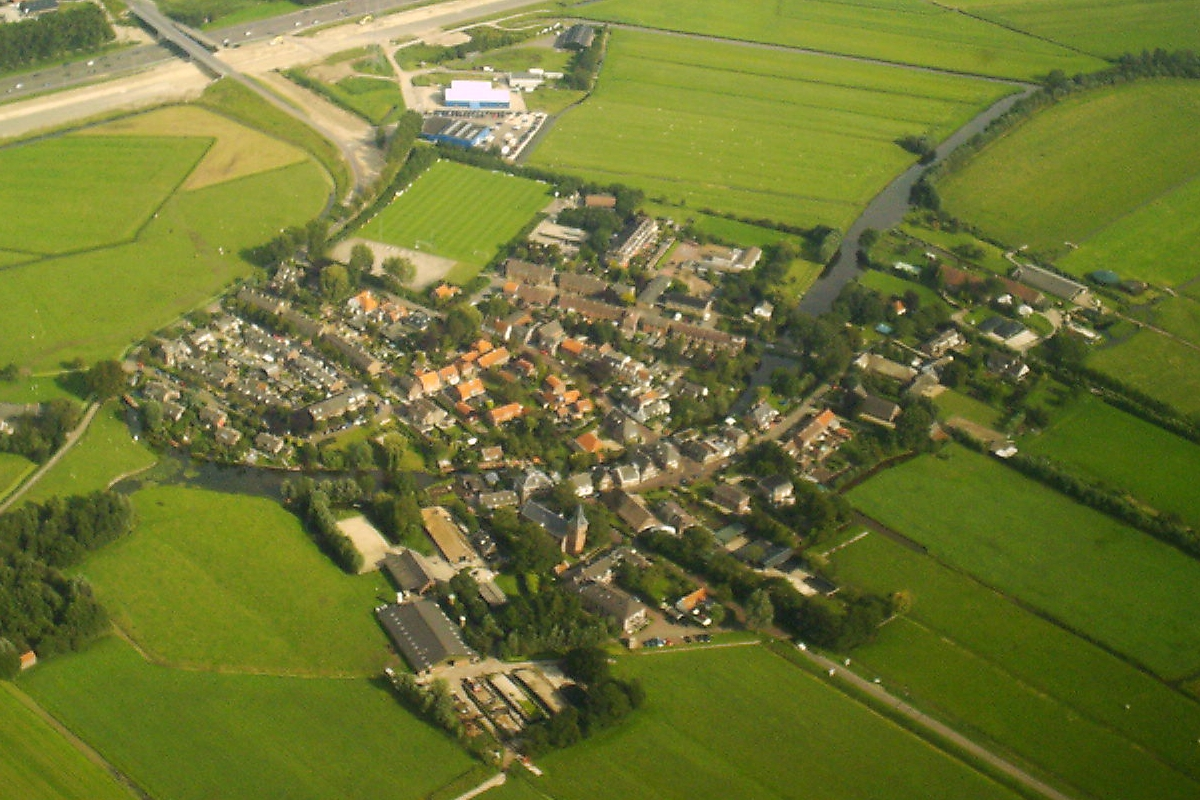

Nieuwer Ter Aa est un village situé dans la commune néerlandaise de Stichtse Vecht, dans la province d'Utrecht. Le 1er janvier 2004, le village comptait 1 210 habitants.
Le village est situé sur l'Aa et 1 km à l'ouest du Canal d'Amsterdam au Rhin.